# 알렉산더 크룸멜
알렉산더 크룸멜(Alexander Crummell, 1819년 3월 3일~1898년 9월 10일)은 모험적인 아프리카계 미국인 장관, 학자 및 아프리카 민족주의자였다.
미국에서 성공회 사제로 안수받은 크룸멜은 1840년대 후반에 영국에 가서 미국의 노예에 관해 강의함으로써 교회를 위한 기금을 마련했다. 노예 해방 운동가들은 케임브리지 대학교에서 3년간의 연구를 지원했으며, 크룸멜은 범 아프리카주의의 개념을 발전시켰다.
1853년에 크룸멜은 라이베리아로 이주하여 아프리카의 원주민을 기독교로 개종시키고 그들을 교육시키고 미국 식민지 개척자들에게 자신의 사상을 설득하기 위해 노력했다. 그는 식민 통치 문명 선교에 관해서 아프리카 흑인들로부터 관심을 받고 싶었다. 크룸멜은 20년 동안 라이베리아에서 살았으며 미국 흑인들에게 그를 호소하도록 호소했지만 자신의 사상에 대한 폭 넓은 지지를 얻지 못했다.
1872년 미국으로 돌아온 후, 크룸멜은 워싱턴 DC의 성모 마리아 성공회에 파견되었다. 1875년에 그와 그의 회중은 도시에서 최초로 독립된 흑인 성공회 교회인 성 루크의 성공회 교회를 설립했다. 그들은 1876년에 시작된 15번가에 새로운 교회를 세우고 1879년에 처음으로 추수 감사절을 축하했다. 크룸멜은 1894년 은퇴 할 때까지 교장으로 봉사했다. 그 교회는 1976년에 국가 역사 유적지로 지정되었다.

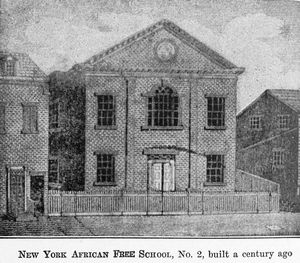
크롬멜이 다녔던 아프리카자유학교의 석판화

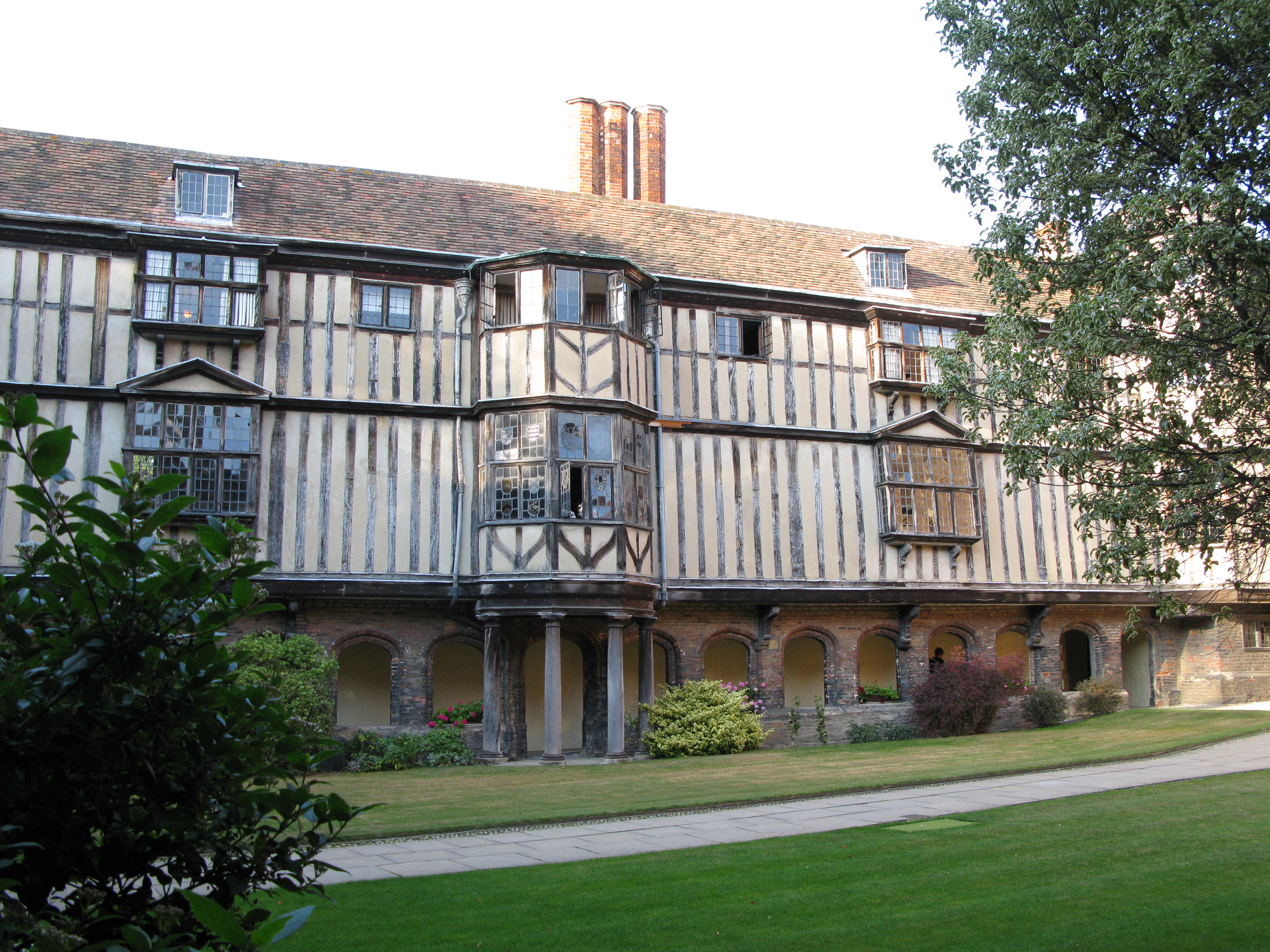
크룸멜이 공부한 퀸스 대학교, 캠브리지

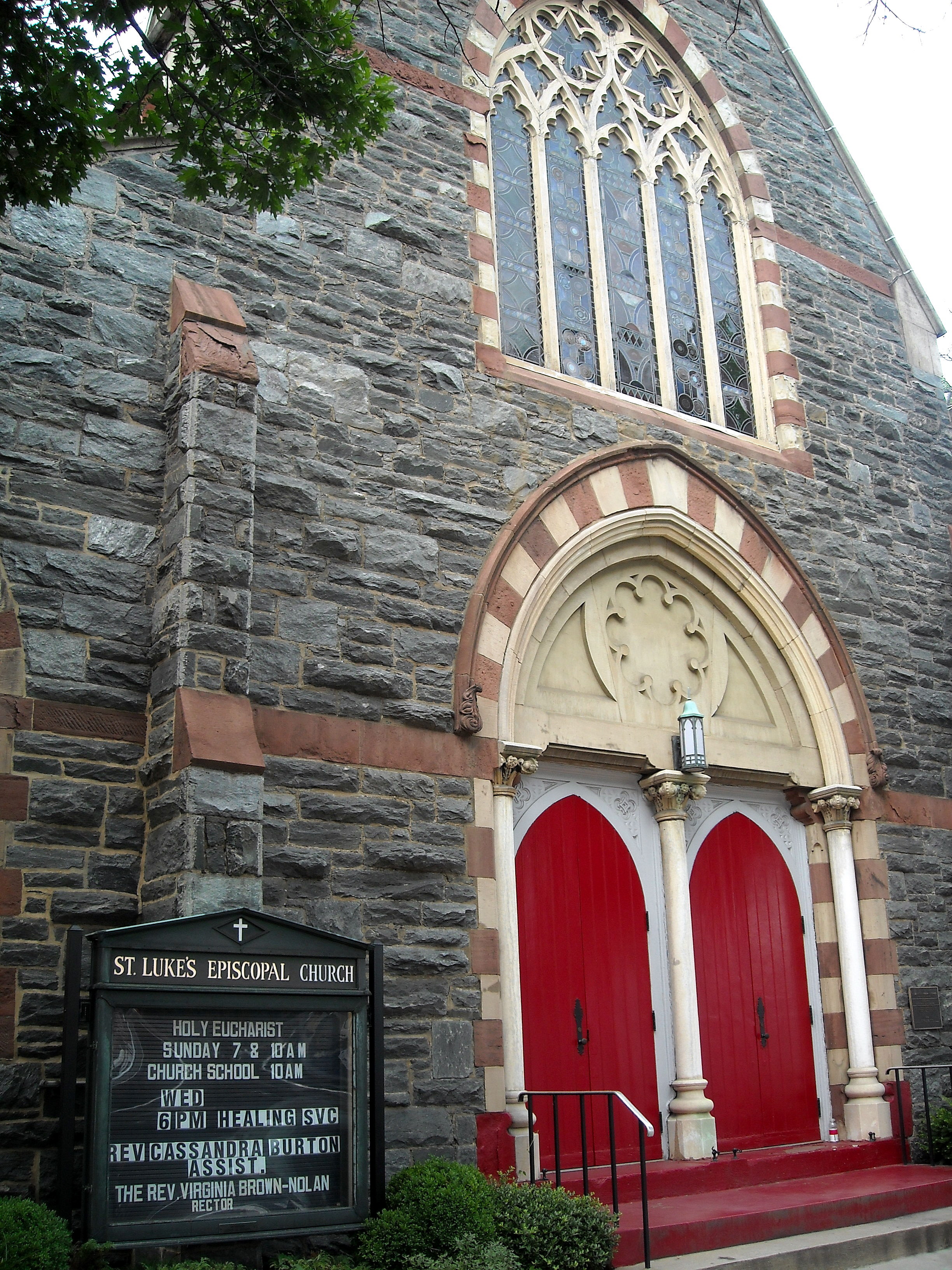
세인트 루크 성공회 교회 워싱턴 DC

## 작품
- Africa and America: addresses and discourses (인터넷 아카이브)
- Civilization the Primal Need of the Race The American Negro Academy. Occasional Paper No. 3 (인터넷 아카이브)
- A defence of the negro race in America from the assaults and charges of Rev. J. L. Tucker, D. D., of Jackson, Miss., in his paper before the "Church Congress" of 1882, on "The relations of the church to the colored race." Prepared and published at request of the colored clergy of the Prot. Epis. Church (인터넷 아카이브)
- The Black woman of the South (인터넷 아카이브)
- Charitable institutions in colored churches (인터넷 아카이브)
- The future of Africa: being addresses, sermons, etc., etc., delivered in the Republic of Liberia (인터넷 아카이브)
- The greatness of Christ : and other sermons (인터넷 아카이브)
- Liberia, the land of promise to free colored men (인터넷 아카이브)
- Look within (인터넷 아카이브)
- The man: the hero: the Christian! : A eulogy on the life and character of Thomas Clarkson: delivered in the city of New-York; Dec. 1846 (인터넷 아카이브)
- The race-problem in America (인터넷 아카이브)
- The relations and duties of free colored men in America to Africa. A letter to Charles B. Dunbar .. (인터넷 아카이브)
- The shades and the lights of a fifty years' ministry: jubilate : a sermon by Alex. Crummell, rector, and a presentation address by Mrs. A.J. Cooper (인터넷 아카이브)

## 참고 문헌
- Wilson Jeremiah Moses: "Alexander Crummell". American National Biography Online. 2000. Oxford University Press. 5 February 2008.
- Wilson Jeremiah Moses: Alexander Crummell: A Study of Civilization and Discontent. New York: Oxford University Press, 1989.
- Rigsby, Gregory, U.. Alexander Crummell: Pioneer in the Nineteenth-Century Pan-African Thought. New York: Greenwood Press, 1987.
- Moss, Alfred A. The American Negro Academy: Voice of the Talented Tenth. Louisiana State University Press, 1981.
- Wahle, Kathleen O'Mara. "Alexander Crummell: Black Evangelist and Pan-Negro Nationalist." Phylon 29(1968): 388-395.